# Pietro Baragiola
Pietro Baragiola (Como, 23 maggio 1854 – Orsenigo, 2 dicembre 1914) è stato un imprenditore e politico italiano.

## Biografia
Pietro Baragiola nacque in una abbiente famiglia comasca di industriali serici, figlio di Antonio Baragiola e Giuseppina Camozzi. 
Nel corso degli anni, estese i suoi interessi imprenditoriali ai trasporti (in particolare la navigazione a vapore sul Lago di Como), all'industria del turismo, alla modernizzazione dei macchinari industriali ed agricoli e all'introduzione dell'energia elettrica.
Nel 1883, acquistò la concessione delle Terme di Montecatini e, successivamente, diverse sorgenti e terreni da privati. Divenne così il proprietario delle terme Torretta, Fortuna, Tamerici, Salute e Excelsior. Inoltre ristrutturò gli stabilimenti rendendoli più attraenti e non permise che il parco termale andasse in mano alla speculazione edilizia. Bonificò, infine, i circostanti campi incolti e paludosi, creando giardini degni di una stazione termale ad alto livello.
Fu eletto deputato al Parlamento del Regno d'Italia per sei legislature, dal 1895 fino al 1914, anno della morte.
Nel 1898, in società con il fratello Luigi Baragiola, eresse a Como il Grand Hotel Plinius (oggi Palace Hotel), il primo grande albergo della città, nonché tra i primi in assoluto a disporre dell'acqua corrente. Il progetto venne affidato all'ingegnere Giuseppe Salvioni, mentre le decorazioni al giovane architetto Federico Frigerio. Lo stesso Frigerio venne incaricato di ristrutturare la villa di famiglia a Orsenigo.
Fu mecenate del pittore milanese Filippo Carcano, allievo di Francesco Hayez all’Accademia di Brera, docente presso la stessa Accademia e considerato il caposcuola del Naturalismo Lombardo. Nel 1914, divenne brevemente vicepresidente della Società per le Belle Arti ed Esposizione Permanente. Dopo la morte, la vedova Giulia Baragiola Pizzala fece istituire in sua memoria il Premio Baragiola, di 2.500 Lire, per la pittura di 'paesaggio dal vero'.
Il figlio Carlo Baragiola fu a sua volta deputato al Parlamento.